# Pollenia aurata
Pollenia aurata är en tvåvingeart som beskrevs av Seguy 1934. Pollenia aurata ingår i släktet vindsflugor, och familjen spyflugor. Inga underarter finns listade i Catalogue of Life.